# Muniz
Muniz es un lugar designado por el censo ubicado en el condado de Hidalgo en el estado estadounidense de Texas. En el Censo de 2010 tenía una población de 1370 habitantes y una densidad poblacional de 499,02 personas por km².
A partir de 2015, en Muniz, una colonia, la mitad de las residentes había nacido en países extranjeros; casi todos son mexicanos, y muchos son inmigrantes ilegales. Chris McGreal de The Guardian afirmó que Muniz es el lugar estadounidense más pobre a lo largo de una frontera de los Estados Unidos.

## Historia
En 2013 el lugar instaló luces de sus calles.

## Geografía
Muniz se encuentra ubicado en las coordenadas 26°15′28″N 98°5′23″O / 26.25778, -98.08972. Según la Oficina del Censo de los Estados Unidos, Muñiz tiene una superficie total de 2,75 km², de la cual toda es tierra firme.

## Demografía
Según el censo de 2010, había 1370 personas residiendo en Muniz. La densidad de población era de 499,02 hab./km². De los 1370 habitantes, el 91,31% era blanco, siendo el resto de otras razas. Del total de la población el 99,78% era hispano o latino de cualquier raza.

## Educación
El Distrito Escolar Independiente de Donna sirve al lugar. Dos escuelas primarias, Garza y Singleterry, sirven a partes del lugar. La Escuela Secundaria Sauceda y la Escuela Preparatoria Donna North sirven a todas áreas del lugar.
El Distrito Escolar Independiente de South Texas gestiona escuelas magnet que sirven a la región.